# Кумысникова, Наиля Халитовна
Наиля Халитовна Кумысникова (тат. Наилә Халит кызы Кумысникова; род. 4 апреля 1958, Казань, Татарская АССР, РСФСР, СССР) — советская и российская художница, живописец, деятель декоративно-прикладного искусства, сценограф, педагог. Народный художник Республики Татарстан (2017), заслуженный деятель искусств Республики Татарстан (2009). Лауреат Государственной премии Республики Татарстан имени Габдуллы Тукая (2023).

## Биография
Наиля Халитовна Кумысникова родилась 4 апреля 1958 года в Казани. Из древнего татарского рода. Отец — театровед Халит Кумысников, мать — актриса Асия Хайруллина. Сестра — Джамиля (р. 1950, театровед, скончалась в молодости).
Закончила детскую художественную школу № 2. В 1977 году окончила театрально-декорационное отделение Казанского художественного училища, где училась у К. А. Нафикова, активно занимаясь оформлением учебных спектаклей под руководством своего отца. В 1983 году окончила театрально-декорационное отделение факультета живописи Московского государственного художественного института имени В. И. Сурикова по курсу мастерской М. М. Курилко-Рюмина, подготовив в качестве дипломной работы эскизы декораций и костюмов к спектаклю «Любовь к трём апельсинам» по С. С. Прокофьеву.
Вернувшись после получения образования в Казань, не нашла применения своим силам и стала выезжать на работу в Альметьевск, где сотрудничала с местным татарским театром, выступила автором ряда оригинальных декораций для различных постановок, иллюстрировала книги по заказу Татарского книжного издательства, не оставив занятия живописью. Обладая собственной концепцией и видением сцены, пыталась внести свежую струю в сценографию, однако свои творческие замыслы смогла осуществить лишь на периферийных площадках, как, например, в Мензелинске или Бугульме, однако её работа оказалась не востребована театрами.
Приехав обратно в Казань, сосредоточилась на педагогической работе. В 1983—1997 годах работала преподавателем живописи и композиции на театрально-декорационном отделении Казанского художественного училища. За годы работы подготовила ряд талантливых театральных художников, в их числе С. Н. Рябинин, Е. С. Ермолина, А. А. Исмагилова, Н. В. Граханцева, М. А. Покалёв. В 1987 году стала членом Союза художников СССР, также является членом отделения Всероссийской творческой общественной организации «Союз художников России» в Республике Татарстан. В 2009 году удостоена почётного звания заслуженного деятеля искусств Республики Татарстан, а в 2017 году — народного художника Республики Татарстан. В 2023 году была выдвинута на соискание Государственной премии Республики Татарстан имени Г. Тукая, которую получила за серию декоративных панно на национальную тематику в технике кожаной мозаики.
С 1982 года активно участвует в республиканских, зональных, всероссийских, всесоюзных, международных выставках. Персональные выставки прошли в Казани в 1993, 1996 (совместно с А. С. Федотовым), 1998 (совместно с Ф. Ш. Хасьяновой и А. А. Тимергалиной), 2013, 2018, 2023 годах. Произведения Кумысниковой находятся в коллекции Национального музея Республики Татарстан, Государственного музея изобразительных искусств Республики Татарстан, Музейного комплекса города Казани, Государственного историко-архитектурного и художественного музея-заповедника «Казанский Кремль», а также в частных собраниях.

## Очерк творчества
Свой путь в искусстве Кумысникова начала как сценограф, выступив автором оригинального оформления ряда спектаклей во многих казанских и татарстанских театрах. Её театральным работам присущи предельная лаконичность форм, зрелищность, яркие решения образов, их динамичность и трансформация в пространстве, стремление избежать рутинности и статичности, низводящих оформление сцены до обычного антуража. В числе основных постановок, к которым Кумысникова создала декорации и костюмы, указываются «Дом Бернарда Альбы» Ф. Гарсиа Лорки (1976, реж. Х. Л. Кумысников, Казанский институт культуры), «Без ветрил» К. Г. Тинчурина (1984, реж. Р. А. Абдуллаев, Альметьевский татарский государственный драматический театр), «Змеиная гора» Р. М. Батуллы (1984, реж. Р. Хазиахметов, Татарский государственный академический драматический театр имени Г. Камала), «Женитьба» Н. В. Гоголя (1985, реж. А. А. Зарипов, Мензелинский татарский государственный драматический театр), «Маленькие трагедии. Пир во время чумы» А. С. Пушкина (1986, реж. В. Л. Нежданов, казанский экспериментальный театр «Экипаж»), «Последние» М. Горького (1989, реж. А. И. Ларичев, Бугульминский русский драматический театр), «Суд совести» Д. Н. Валеева (1991, реж. Ф. А. Хабибуллин, Татарский молодёжный театр), «Ил» К. Г. Тинчурина (1992, реж. Р. А. Фатыхов, казанский театр «Адым»). В дальнейшем сотрудничала с режиссёром Р. М. Загидуллиным и Татарским государственным театром драмы и комедии имени К. Тинчурина, выступив художником по костюмам в постановке «Легенда о любви» Н. Хикмета (2005), «Страна Айгуль» М. С. Карима (2010), художником-постановщиком спектаклей «Эх, яблоньки мои!» Ш. Г. Фахрутдинова (2015), «Соловушка с шёлковым пояском» А. М. Гилязова (2016). Также оформляла концерты театра-студии «Салават» (1999—2000), Государственного ансамбля песни и танца Республики Татарстан (2001), для которого также исполнила костюмы к танцу «Серебряный браслет» (2008).
В 1994 году по просьбе своей матери приобрела для неё кожаные ичиги, однако они оказались жёсткими и неудобными, в связи с чем пообещала ей сама сделать нужные сапоги и заинтересовалась уникальными традициями создания этой обуви, возрождением её производства. При помощи этнографа Ф. Ш. Сафиной и главного инженера Казанского кожевенного комбината «Сафьян» Н. К. Мамедовой изучила то, как изготавливаются ичиги, из какой кожи, как она окрашивается, сшивается. Первые свои сапоги просто копировала с исторических образцов XIX века, затем сама занялась исследованием гармонии узоров, орнаментов, цветовых сочетаний, давно отсутствовавших в изделиях массового производства. Постепенно овладела секретом создания татарской национальной обуви, заключающимся в том, что ичиги шьются из кусочков кожи, которые соединяются стык в стык при помощи стежков, так называемого «казанского шва», узорчатого и красивого, но при этом износостойкого, простого, оригинального и имеющего множество вариаций. В 1995 году вместе с вышивальцами и кожевниками открыла первую творческую мастерскую народных промыслов «Булгари», где выполняла заказы для музеев, в частности, занималась возрождением старинной технологии изготовления бесшовных татарских узорных сапог, реконструкцией татарской узорной обуви XVIII—XIX веков, булгарского костюма и татарского воинского снаряжения (колчан и налучник) XVI века, найденных при раскопках в Казанском кремле. Основной же задачей видела создание коллекций изделий для их последующего тиражирования, однако в мастерской проработала менее трёх лет по причине того, что художественное качество произведений вошло в противоречие с коммерческой основой существования производства. В 1997 году при привлечении вышивальщиц для исполнения заказов открыла собственную мастерскую, где стала изготавливать мягкую кожаную обувь, одежду, подушки, сумки, папки, сувенирную продукцию.
Начиная с 1995 года одновременно начала осваивать технологию татарской кожаной мозаики, став одним из ведущих художников и признанных мастеров в этой области, соблюдающим традиционные эстетические каноны в авторской интерпретации национального орнамента вместе с оригинальностью и изысканностью формы, а также высоким уровнем исполнения и швом как самостоятельным элементом декора. Первым произведением такого рода стало настенное панно «Времена года» (1995), этапная работа для последующих инноваций художницы в кожаной мозаике. Как здесь, так и в последующих вещах основной художественный достигается развёрнутой композицией орнамента, орнаментальной стилизацией сюжетного изображения в сочетании с монохромными цветовыми сочетаниями, отсылающими к применяемым в древности оттенкам растительных красителей. Во многих работах Кумысникова прибегает к приглушённой палитре, охристым тонам, зелёному, синему, красному цветам — благодаря этому панно на сюжеты татарской мифологии отличаются ощущением старины, тогда как в ряде других вещей древний орнамент обретает современное яркое звучание. Наряду с уникальными художественными изделиями из кожи, она также стала автором коллекций «Зобэржэт», «Розовый» (оба — 1996), «Алый» (1997), «Коралловый» (1999), «Бирюзовый» (2002), «Сапфировый» (2003), включающих в себя женские сумки, сапожки, жилеты, пояса и другие аксессуары, орнаментированные национальными узорами. Национальные традиции кожаной мозаики в творчестве Кумысниковой получили развитие и в коллекции из 330 сувенирных моделей женских сумок (2005), разработанной ей к 1000-летию Казани для массового производства на Казанской кожгалантерейной фабрике.
Настенные панно, предназначенные для украшения интерьера, стали вообще отдельным самостоятельным направлением в творчестве Кумысниковой — они объединяются в отдельные тематические циклы схожего ассоциативно-символического или сюжетно-тематического содержания, отличающиеся символическими мотивами и эмоционально насыщенным колоритом. Кожаную мозаику она сочетает с золотым или серебряным шитьём, тамбурной вышивкой, а с композиционной точки зрения — с авангардно-абстрактными решениями, в частности, изображениями птиц, стилизованных под орнамент, как, например, в серии панно «Времена года» (1995, 1997, 2002), панно с двумя подушками «Белые птицы» (1999), панно «Сак и Сок» (2003) и «Весна» (2005). Особо критикой отмечено наиболее крупное панно под названием «Древо искусств» (2006), выполненное для парадной стены в вестибюле министерства культуры Республики Татарстан. Орнаментальный декор симметричной композиции наполнен традиционной символикой — это летящая навстречу солнцу птица с распростёртыми крыльями, а также парные птицы счастья, расположившиеся у основания Древа жизни с мотивами тюльпанов, что отражает традиционную для татарского народа философию понимания мироздания. Внимания также заслуживает панно «Алтын кош» (2020), созданное к 100-летию образования Татарской АССР с понятными отсылками и метафорами. Центром произведения является собственно золотая птица, переосмысленный образ птицы Симург, живущей на вершине мирового древа — у Кумысниковой она олицетворяет в себе идею государственности, идею создания государства-сада для татар, видящихся потомками людей-птиц из страны безоблачного счастья и радости.
Мой серьёзный интерес к татарской кожаной мозаике, которой я сейчас занимаюсь, начался с одного случая. В театре Камала мне дали посмотреть татарские кожаные сапоги начала XIX века. Это были ичиги, полностью покрытые коричневой краской. Когда я смыла этот слой краски, надышавшись при этом ацетоном, мне открылась такая удивительная, невиданная прежде красота! Не секрет, что в среде художников к национальному орнаменту нередко относятся как к примитивной форме искусства, но ритмика узора и стилистика цветовых сочетаний, которые я увидела, меня потрясли. С тех пор я стала везде искать информацию о кожаной мозаике и сама стала творить в этом направлении.Наиля Кумысникова, 2019 год.
Также Кумысникова является автором дизайна и орнаментов на национальную тематику к чайным сервизам «Тантана» (2020, к столетию ТАССР по заказу Э. Ф. Хайруллина), «Золотые купола» (2012, к открытию Московской соборной мечети), «Золотой Булгар» и «Серебряный Булгар» (2012, заказ «Фонда Марджани»), изготовленных из тонкого костяного фарфора на Императорском фарфоровом заводе в Санкт-Петербурге. Помимо этого, является автором дизайна серебряного наградного браслета к премии «Браслет Сююмбике», вручаемой с 1999 года журналом «Сөембикә».

## Награды
Звания
- Почётное звание «Народный художник Республики Татарстан» (2017 год) — за большой вклад в развитие изобразительного искусства и многолетнюю творческую деятельность[50].
- Почётное звание «Заслуженный деятель искусств Республики Татарстан» (2009 год)[1].

Медали
- Медаль «В память 1000-летия Казани» (2005 год)[51].

Премии
- Государственная премия Республики Татарстан имени Габдуллы Тукая (2023 год) — за серию декоративных панно, посвященных национальной теме и выполненных в технике кожаной мозаики[52]. Вручена Раисом Республики Татарстан Р. Н. Миннихановым на церемонии в Татарском академическом государственном театре оперы и балета имени М. Джалиля[53].
- Премия имени Баки Урманче в номинации «Декоративно-прикладное искусство» (2001 год) — за панно «Белые птицы»[54].

## Личная жизнь
Муж — Александр Сергеевич Федотов (1955—2021), художник, поженились в 1983 году после окончания МГХИ имени В. И. Сурикова. Сын — Джамиль (архитектор, дизайнер).